# Anna Constantia von Brockdorff
Anna Constantia von Brockdorff, contessa di Cosel (Stolpe, 17 ottobre 1680 – Stolpe, 31 marzo 1765), è stata una nobildonna tedesca.

## Biografia
Anna Constantia è nata a Gut Depenau, oggi parte di Stolpe, figlia del Cavaliere Joachim von Brockdorff, e di sua moglie, Anna Margarethe Marselis, figlia del ricco cittadino amburghese Leonhard Marselis, proprietario di Gut Depenauborn. I Brockdorff appartenevano agli Equites Originarii (famiglie nobili cavalleresche) e diedero alla figlia un'educazione insolita per quel tempo: imparò diverse lingue, ricevette lezioni in matematica e educazione classica, compresa la musica (liuto in particolare) e amò appassionatamente la caccia. Tuttavia, il suo comportamento impetuoso preoccupava i suoi genitori.
Nel 1694, i suoi genitori mandarono Anna Constantia allo Schloss Gottorf nello Schleswig, la residenza ufficiale del duca Cristiano Alberto. A quattordici anni servì la figlia del duca, Sofia Amalia, come dama di compagnia. Anna Constantia accompagnò Sofia Amalia a Wolfenbüttel, dove Sofia Amalia divenne la seconda moglie del principe ereditario Augusto Guglielmo di Brunswick-Lüneburg, figlio ed erede del duca Antonio Ulrico. Mentre era a Wolfenbüttel, Anna Constantia rimase incinta, probabilmente da Luigi Rodolfo, fratello minore del principe ereditario. Dopo la nascita di suo figlio nel 1702, Anna Constantia fu espulsa dalla corte e rimandata dai suoi genitori a Gut Depenau. Il destino del bambino non è dato a sapere.

## Matrimonio
Nel 1699, Anna Constantia viveva apertamente nel castello Burgscheidungen con il direttore dei Generalakzis Kollegiums sassoni, Adolph Magnus, barone di Hoym, che incontrò a Wolfenbüttel. Dopo quattro anni di convivenza, si sposarono il 2 luglio 1703 ma divorziarono nel 1706. Quando arrivò a Dresda, Anna Constantia affermò di essere ancora sposata con il barone per poter comparire a corte.

### Amante reale
Nel 1704, il re di Polonia ed elettore di Sassonia Augusto il Forte incontrò la vivace baronessa von Hoym e se ne innamorò. Il barone di Hoym tentò invano di impedire la relazione, perché considerava la sua ex moglie inadatta al ruolo di amante ufficiale. La pia moglie di Augusto, Cristiana Eberardina di Brandeburgo-Bayreuth, si rifiutò di regnare insieme al marito presso la scandalosa corte cattolica polacca, e si era effettivamente esiliata nello Schloss Pretzsch. Anna Constantia si avvicinò ad Augusto, ma aveva ancora un'altra amante, Ursula Caterina di Altenbockum.
Infine, nel 1705, la principessa Teschen fu bandita dalla corte e Anna Constantia prese il suo posto come amante ufficiale. Nel 1706 fu creata contessa di Cosel. Da questa relazione nacquero tre figli:
- Augusta Anna Constanza (24 febbraio 1708–3 febbraio 1728), contessa di Cosel, sposò Heinrich Friedrich, conte di Friesen;
- Federica Alessandrina (1709–1784), contessa di Cosel, sposò Johann Xantius Anton, conte di Moczynski;
- Federico Augusto (27 agosto 1712–5 ottobre 1770), conte di Cosel, sposò Federica Cristiana, contessa di Holtzendorff;

Secondo l'opinione della corte, Anna Constantia si è intromessa troppo nella politica e, in particolare, i suoi tentativi di immischiarsi nella politica polacca di Augusto. L'elettorato protestante sassone era determinato a distogliere l'attenzione del re dalla Polonia cattolica, che aveva perso dopo la sconfitta per mano di Carlo XII nella Grande guerra del Nord. Anna Constantia venne considerata sempre più pericolosa per gli interessi politici polacchi, soprattutto quando si vociferava che Augusto avesse scritto alla sua amante una promessa segreta di sposarla. L'aristocrazia polacca cercò di soppiantare la contessa von Cosel con un'amante cattolica e quindi di eliminarla dalla scena politica. Augusto, finalmente, cedette al fascino di Marianna Denhoff.

## Esilio e morte
Nel 1713 Anna Constantia fu esiliata nel castello di Pillnitz, ma nel 1715 riuscì a fuggire a Berlino. Per questo, è stata condannata in Sassonia come Landesverräter (criminale di stato). A Berlino, sperava di mettere le mani sulla promessa di matrimonio scritta di Augusto, che era nelle mani di suo cugino, il conte Detlev Christian zu Rantzau, tenuta nella fortezza di Spandau. Tuttavia, la contessa non riuscì a recuperare questo importante documento e fu arrestata il 22 novembre 1716 a Halle an der Saale e scambiata con disertori prussiani in Sassonia. Augusto esiliò la sua ex amante il 26 dicembre 1716 a Burg Stolpen.
Morì il 31 marzo 1765 a Stolpen, dove è anche sepolta.